# لوسيا فانيا أبراو كوستا
لوسيا فانيا أبراو كوستا (من مواليد 15 أكتوبر 1944) سياسية برازيلية. مثلت غوياس في مجلس الشيوخ الاتحادي منذ عام 2003. كانت في السابق نائبة من غوياس من 1987 إلى 1995 ومن 1999 إلى 2003. وهي عضو في الحزب الاشتراكي البرازيلي.